# Les Résultats du féminisme
Pour plus de détails, voir Fiche technique et Distribution.
Les Résultats du féminisme est un film français réalisé par Alice Guy, sorti en 1906.

## Synopsis
Les rôles sont inversés. Les hommes se comportent en femmes et les femmes en hommes : efféminés, les hommes décorent leurs cheveux avec des fleurs et font le ménage, et s'adonnent à la couture et au repassage… De leur côté, dans un bar, les femmes boivent, fument et séduisent. À la fin, les hommes se rebellent, et tout rentre « dans l'ordre ».

## Fiche technique
- Titre : Les Résultats du féminisme (The Consequences of Feminism en anglais, Последствия феминизма en russe, Las Consecuencias del Feminismo en espagnol)
- Réalisation : Alice Guy
- Société de production : Société L. Gaumont et compagnie
- Pays d'origine :  France
- Genre : Comédie et fantastique
- Durée : 7 minutes
- Date de sortie : 1906

## Autour du film
Alice Guy en fait un remake aux États-Unis en 1912, qu'elle intitule In the Year 2000. 